# Раджабов, Дудар Алиевич
Раджабов Дудар Алиевич (1935—1998) — советский хозяйственный, государственный и политический деятель, депутат Верховного Совета СССР.

## Биография
Раджабов Дудар родился в 1935 году в селении Батлаич Хунзахского района, в семье организатора и первого председателя коммуны Раджаба Алиева. Школьные году Дудара прошли в Батлаичинской семилетней школе, затем он прдолжил учёбу в Аранинской средней школе, по окончании которой он в 1952 году поступает на экономический факультет в Дагестанский сельскохозяйственный институт. Успешно закончив институт он работает зоотехником, а затем и заместителем председателя родного колхоза имени «Карла Маркса» селения Батлаич. В 1964 году его избирают председателем колхоза, а уже в 1974 году Дудар Алиевич был избран депутатом Верховного Совета СССР 9-го созыва. Благодаря профессионализму и глубокому знанию дела, принципиальному характеру и чувству ответственности Дудар Алиевич добивается выдающихся результатов работая руководителем колхоза. Его любили и уважали, он был человеком слова и дела. Трудовой подвиг Дудара Алиевича по достоинству был отмечен многочисленными наградами; Орденом Ленина - высшая государственная награда СССР, Орденом Трудового Красного знамени, Орденом «Знак Почёта» и другими. При нём колхоз имени «Карла Маркса» становится колхозом миллионером. Неоднократно побеждая в Соц-соревнованоях колхоз имени «Карла Маркса» был занесен на Доску почёта республики Дагестан, а за тем и на Доску почёта ВДНХ в Москве. Умер Дудар Алиевич в 1998 году после продолжительной болезни, оставив светлую память в сердцах родных и близких.

## Награды и звания
- Орден Ленина.
- Орден «Знак Почёта».
- Орден Трудового Красного Знамени.
- Заслуженный зоотехник ДАССР.
- Заслуженный зоотехник РСФСР.

## Семья
Супруга: Аминат. Сыновья: Мурад, Рамазан.

## Память
- Именем Дудара Алиевича названа улица в селении Батлаич Хунзахского района[2].
- Имя Дудара Алиевича носит Племенной завод (ПЗ) селения Батлаич Хунзахского района[3].